# Parlement van de gemeenschappen van de autonome provincie Kosovo en Metohija
Het parlement van de gemeenschappen van de autonome provincie Kosovo en Metohija (Servisch: Скупштина Заједница општине Аутономне Покрајине Косово и Метохија, Skupština Zajednica opštine Autonomne Pokrajine Kosovo i Metohija) is een niet-erkend parlement van etnische Serviërs in Kosovo.
Het parlement is op 28 juni 2008 opgericht. Deze dag viel symbolisch op Sint Vitusdag. Het parlement wordt bevolkt door 45 leden. Het merendeel van de Servische zetels wordt ingenomen door leden van de Servische Radicale Partij. De zetelverdeling is grotendeels gebaseerd op de uitslag van regionale verkiezingen in de Servische autonome provincie Kosovo op 11 mei 2008.
Het parlement is voor de nationalistische Serviërs, onder leiding van parlementsvoorzitter Marko Jakšić, een middel om de Servische fundamenten van Kosovo te beschermen. Het parlement wordt alleen erkend door Servië als regionaal parlement en de Servische minister voor Kosovo en Metohija, Slobodan Samardžić, was aanwezig op de eerste zitting van het parlement. Daarin koos het parlement Radovan Ničić (1971) tot eerste president van de niet erkende republiek.
De president van Kosovo, Fatmir Sejdiu, noemde de oprichting van het parlement een poging om het land Kosovo te ontwrichten en de aanwezige VN-Vredesmacht noemde het een illegale daad.